# Dreamland (videohra)
Dreamland (celým názvem Dreamland: Final Solution) je česká videoherní adventura od ústeckého studia Top Galaxy, vydaná v březnu 1999 na Microsoft Windows. Hra vyšla na třech CD a s cenou vývoje přibližně 10 miliónů korun šlo do té doby o nejnákladnější a nerozsáhlejší českou videohru.

## Příběh
Hra se odehrává někdy po roce 2020, kdy je na Zemi kvůli potenciální závislosti v roce 2003 zakázaná virtuální realita. Americký novinář Jimmy Dix (psáno také Jimi Dix) se vydává na zábavní orbitální stanici „DreamLand“, otevřenou v roce 2016 a řeší šoky hráčů virtuální reality, kteří pak údajně přicházejí o rozum. Navštíví také sedm různých virtuálních světů (Frankenstein, laboratoř, Macao 17. století, starověký Egypt, Chicago třicátých let 20. století, letecká základna a džungle). Dále v příběhu figurují inteligentní opice, které zde pracují jako levná pracovní síla, jsou to uměle vytvoření kybogrové.

## Vývoj
Do roku 2003 (kdy vyšel Posel Smrti) to byla technologicky nejmodernější česká adventura. Ve Dreamlandu bylo poprvé v českém prostředí použito 3D renderované pozadí. Obsahovala 65 kreslených a 45 renderovaných obrazovek a kolem 250 nadabovaných postav. Kreslenou grafiku vytvářel airbrush výtvarník Karel Kopic (také Polda 6 a Polda 7). Poprvé zde byla použita synchronizace dabingu s ústy a paralaxní scrolling ve třech fázích.

## Přijetí
Pochvalovaná byla grafika a zpracování, ale kritizován byl zdlouhavě se rozvíjející příběh a nepříliš podařený dabing. Přestože kritika hráčů i recenzentů byla spíše pozitivní, prodeje hry byly nízké, částečně i kvůli na svojí dobu vysoko nastavené ceně – 1299 Kč, poté sešlo i z plánovaného prodeje v zahraničí. Hodnocena byla serverem BonusWeb.cz 80 %, časopisem Score 80 %, Level 80 % a GameStar 85 %.